# Tookah
Tookah è il settimo album della cantautrice islandese Emilíana Torrini, pubblicato nel 2013.

## Il disco
Si tratta del quarto disco commercializzato fuori dall'Islanda. È stato prodotto, come molti dei precedenti lavori, dall'inglese Dan Carey.
L'album è stato realizzato in un lasso di tempo abbastanza lungo e compreso tra la fine del 2011 e l'estate del 2013.
Il disco è stato pubblicato il 6 settembre 2013 in Olanda, Irlanda, Germania ed Austria; il 9 settembre seguente nel Regno Unito e il 10 in Nord America.
Il primo singolo estratto è stato Speed of Dark, pubblicato nell'estate 2013 e accompagnato da un video diretto dal brasiliano Guillherme Marcondes.

## Tracce
1. Tookah – 3:00
2. Caterpillar – 3:52
3. Autumn Sun – 4:11
4. Home – 3:34
5. Elísabet – 3:28
6. Animal Games – 2:56
7. Speed of Dark – 5:37
8. Blood Red – 5:07
9. When Fever Breaks – 7:29